# Коррупционный скандал в итальянском футболе (1980)
Коррупционный скандал в итальянском футболе 1980 года, известный как Тотонеро-1980 (итал. Totonero 1980) — первый в истории итальянского футбола крупный скандал, связанный с договорными матчами.
23 марта 1980 налоговая полиция в Риме узнала от двух продавцов, Альваро Тринка и Массимо Кручиани, что некоторые итальянские футболисты сдают матчи в обмен на крупные денежные вознаграждения и даже играют на тотализаторах. В результате расследования выяснилось, что к организации договорных матчей были причастны клубы «Милан», «Лацио», «Наполи», «Перуджа», «Болонья», «Авеллино» (клубы из Серии A), «Таранто» и «Палермо» (клубы из Серии B).

## Наказания

### Клубам
- Милан (Серия A) — отправлен в серию B[2]
- Лацио (Серия A) — оштрафован на 10 миллионов итальянских лир, после апелляции отправлен в серию B[2]
- Авеллино (Серия A) — оштрафован на 5 очков в сезоне 1980/1981
- Болонья (Серия A) — оштрафован на 5 очков в сезоне 1980/1981
- Перуджа (Серия A) — оштрафован на 5 очков в сезоне 1980/1981
- Палермо (Серия B) — оправдан, после апелляции оштрафован на 5 очков в сезоне 1980/1981
- Таранто (Серия B) — оправдан, после апелляции оштрафован на 5 очков в сезоне 1980/1981

### Физическим лицам
Функционеры:
- Феличе Коломбо, президент «Милана» — пожизненно дисквалифицирован
- Томмазо Фабретти, президент «Милана» — дисквалифицирован на 1 год

Игроки:
- Стефано Пеллегрини («Авеллино») — дисквалифицирован на 6 лет
- Массимо Каччьятори («Лацио») — дисквалифицирован пожизненно, после апелляции срок сокращён до 5 лет
- Энрико Альбертози («Милан») — дисквалифицирован пожизненно, после апелляции срок сокращён до 4 лет
- Бруно Джордано («Лацио») — дисквалифицирован на 1 год и 6 месяцев, после апелляции срок ужесточён до 3 лет и 6 месяцев
- Лионелло Манфредония («Лацио») — дисквалифицирован на 1 год и 6 месяцев, после апелляции срок ужесточён до 3 лет и 6 месяцев
- Карло Петрини («Болонья») — дисквалифицирован на 3 года и 6 месяцев
- Магидо Магерини («Палермо») — дисквалифицирован на 1 год и 6 месяцев, после апелляции срок ужесточён до 3 лет и 6 месяцев
- Джузеппе Савольди («Болонья») — дисквалифицирован на 3 года и 6 месяцев
- Лионелло Массимелли («Таранто») — дисквалифицирован на 1 год, после апелляции срок ужесточён до 3 лет
- Лучано Дзеккини («Перуджа») — дисквалифицирован на 3 года
- Джузеппе Уилсон («Лацио») — дисквалифицирован пожизненно, после апелляции срок сокращён до 3 лет
- Паоло Росси («Перуджа») — дисквалифицирован на 3 года, после апелляции срок сокращён до 2 лет[3]
- Франко Кордова («Авеллино») — дисквалифицирован на 1 год и 2 месяца
- Карло Мерло («Лечче») — дисквалифицирован на 1 год и 6 месяцев, после апелляции срок сокращён до 1 года
- Джорджо Морини («Милан») — дисквалифицирован на 1 год
- Стефано Кьоди («Милан») — дисквалифицирован на 6 месяцев
- Пьерджорджо Негрисоло («Пескара») — дисквалифицирован на 1 год, после апелляции срок сокращён до 5 месяцев
- Маурицио Монтези («Лацио») — дисквалифицирован на 4 месяца
- Франко Коломба («Болонья») — дисквалифицирован на 3 месяца
- Оскар Дамиани («Наполи») — дисквалифицирован на 4 месяца, после апелляции срок сокращён до 3 месяцев